# Opération Skye
L'opération Skye est une partie de l'opération Fortitude, vaste plan d'intoxication de l'armée allemande en fausses informations organisé par les Alliés durant la Seconde Guerre mondiale.  

## Historique
Afin de dissimuler le véritable lieu du débarquement, les Alliés lancent l'opération Fortitude, elle-même divisée en deux parties : Fortitude Sud avec l'opération Quicksilver et Fortitude Nord avec l'opération Skye. 
L'opération Skye, menée par les Britanniques, devait faire croire à l'existence d'une British Fourth Army qui se préparait à débarquer en Norvège. Un faux état-major de cette armée était simulé au château d'Édimbourg. L'opération Skye est la principale composante de Fortitude Nord, avec la simulation d'un faux trafic radio. Des opérateurs se passaient des messages entre eux, comme pourraient le faire les différentes unités d'une armée, espérant que les systèmes d'écoute allemands les intercepteraient. 
L'opération Skye était elle-même divisée en quatre corps, certains fictifs, d'autres réels. Skye I était l'état-major de la IVe Armée, Skye II un IIe corps britannique fantôme, Skye III était le XVe corps de génie américain stationné en Irlande du Nord (réel lui, mais avec des fausses unités additionnelles pour faire croire à de futurs combats) et Skye IV était un VIIe corps britannique fantôme. Le gouvernement britannique obtient aussi le soutien des médias qui communiquent de fausses informations comme des résultats de match de football entre les différentes unités ou l'annonce de faux mariages d'hommes des unités, comme cela se faisait en Grande-Bretagne.
L'opération Skye débute le 22 mars 1944 et est pleinement opérationnelle autour du 6 avril. 
L'armée allemande maintient 17 divisions en Norvège et au Danemark, qui sont autant de divisions en moins sur le théâtre de Normandie. Mais dans son livre, sur base de ses comptes-rendus des opérations de désinformation alliées liées au débarquement, Roger Hesketh conclut qu' « Aucune preuve n'a jamais pu être trouvée montrant que cette désinformation radio ou les tromperies visuelles contribuèrent de quelque manière à Fortitude Nord ». Il est aujourd'hui estimé que les Allemands ne suivaient pas le trafic radio simulé.

## Sources
- (en) Roger Hesketh, Fortitude : the D-Day deception campaign, Woodstock, N.Y., Overlook Press, 2000, 513 p. (ISBN 1-58567-075-8)